# Alngej
Alngej (Russisch: Алнгей) is een stratovulkaan in het noordelijk deel van het Russische schiereiland Kamtsjatka. De vulkaan bevindt zich direct ten oosten van de schildvulkaan Tekletoenoep en ten westen van het noordelijke deel van het Centraal Gebergte. Alngej ontstond in het late Kwartair aan de westelijke rand van een in noordoost-zuidwest parallel aan de as van het Centraal Gebergte verlopende slenk.